# 2012. évi nyári paralimpiai játékok
A XIV. nyári paralimpiai játékokat 2012. augusztus 29. és 2012. szeptember 9. között rendezték meg Londonban, az Egyesült Királyság fővárosában, a XXX. nyári olimpiai játékokat követően.

## Versenynaptár

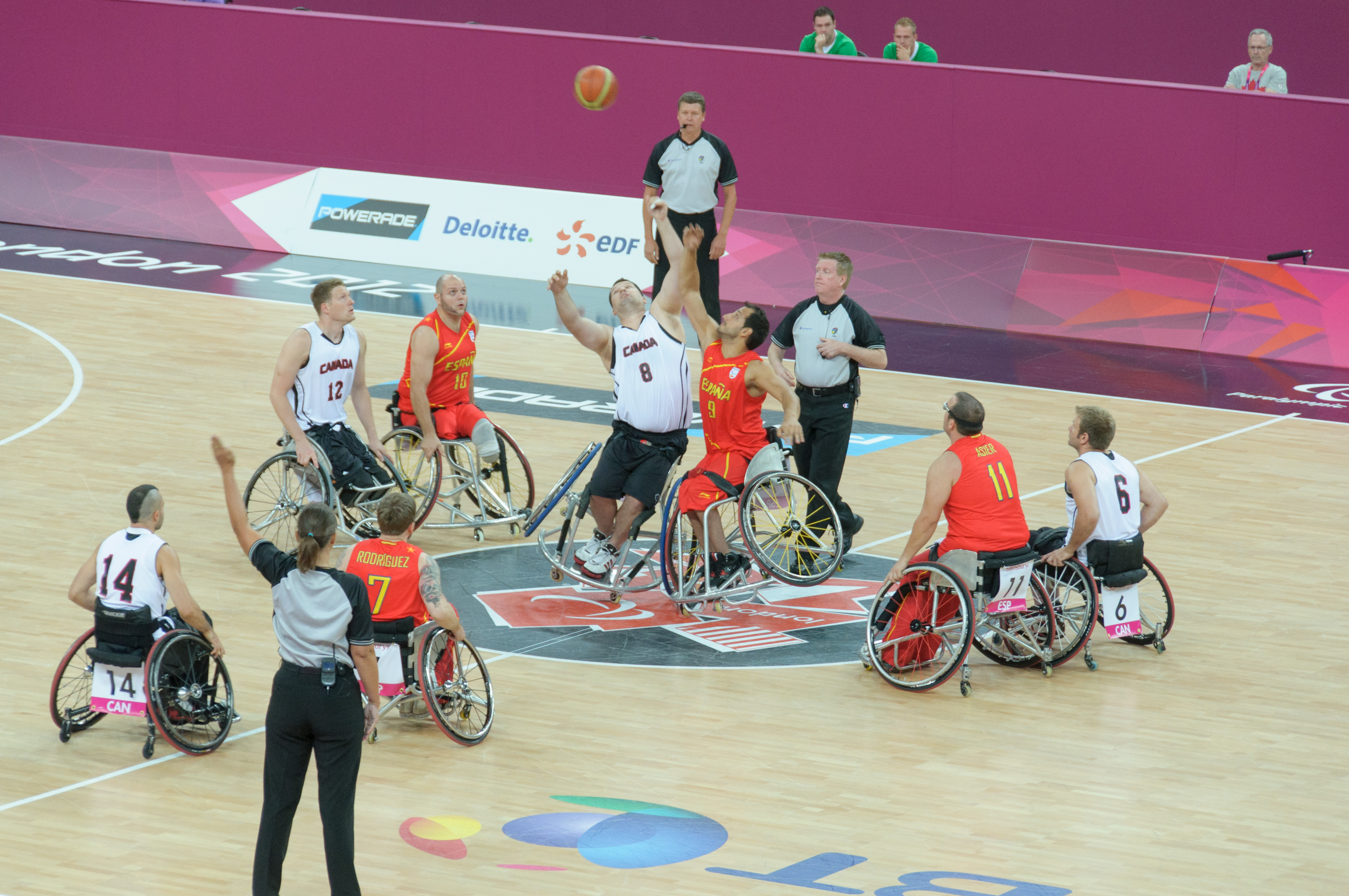
Spanyolország-Kanada férfi kerekesszékes kosárlabda-mérkőzés

Hivatalosan 2011. augusztus 25-én tették közzé a paralimpia versenynaptárát.
| ● | Nyitóünnepség |  | Versenynapok | ● | Döntők | ● | Záróünnepség |

| Augusztus/Szeptember    | 29 | 30 | 31 | 1   | 2   | 3   | 4   | 5   | 6   | 7   | 8   | 9   | Aranyérmek |
| ----------------------- | -- | -- | -- | --- | --- | --- | --- | --- | --- | --- | --- | --- | ---------- |
| Ünnepségek              | ●  |    |    |     |     |     |     |     |     |     |     | ●   |            |
| Íjászat                 |    |    |    |     |     | 4   | 3   | 2   |     |     |     |     | 9          |
| Atlétika                |    |    | 11 | 17  | 20  | 17  | 21  | 20  | 21  | 16  | 23  | 4   | 170        |
| Bocsa                   |    |    |    |     |     |     | 3   |     |     |     | 4   |     | 7          |
| Kerékpározás            |    | 5  | 5  | 5   | 3   |     |     | 18  | 4   | 6   | 4   |     | 50         |
| Lovaglás                |    |    |    | 2   | 3   | 2   | 4   |     |     |     |     |     | 11         |
| 10 személyes labdarúgás |    |    |    |     |     |     |     |     |     |     | 1   |     | 1          |
| 14 személyes labdarúgás |    |    |    |     |     |     |     |     |     |     |     | 1   | 1          |
| Csörgőlabda             |    |    |    |     |     |     |     |     |     | 2   |     |     | 2          |
| Cselgáncs               |    | 4  | 4  | 5   |     |     |     |     |     |     |     |     | 13         |
| Erőemelés               |    | 2  | 3  | 3   | 3   | 3   | 3   | 3   |     |     |     |     | 20         |
| Evezés                  |    |    |    |     | 4   |     |     |     |     |     |     |     | 4          |
| Vitorlázás              |    |    |    |     |     |     |     |     | 3   |     |     |     | 3          |
| Lövészet                |    | 2  | 2  | 2   | 1   | 1   | 1   | 1   | 2   |     |     |     | 12         |
| Úszás                   |    | 15 | 15 | 15  | 14  | 14  | 15  | 15  | 15  | 15  | 15  |     | 148        |
| Asztalitenisz           |    |    |    |     | 11  | 10  |     |     |     | 4   | 4   |     | 29         |
| Ülőröplabda             |    |    |    |     |     |     |     |     |     | 1   | 1   |     | 2          |
| Kosárlabda              |    |    |    |     |     |     |     |     |     | 1   | 1   |     | 2          |
| Vívás                   |    |    |    |     |     |     | 4   | 4   | 2   | 1   | 1   |     | 12         |
| Rögbi                   |    |    |    |     |     |     |     |     |     |     |     | 1   | 1          |
| Tenisz                  |    |    |    |     |     |     |     | 1   |     | 2   | 3   |     | 6          |
| Összes döntő            |    | 28 | 40 | 49  | 59  | 51  | 54  | 64  | 47  | 48  | 57  | 6   | 503        |
| Összes verseny          |    | 28 | 68 | 117 | 176 | 227 | 281 | 345 | 392 | 440 | 497 | 503 |            |

## Részt vevő országok
A paralimpián rekord számú, 166 ország versenyzői vettek részt.
- Afganisztán (AFG) (1)
- Albánia (ALB) (1)
- Algéria (ALG) (33)
- Andorra (AND) (1)
- Angola (ANG) (4)
- Antigua és Barbuda (ANT) (1)
- Argentína (ARG) (63)
- Örményország (ARM) (2)
- Ausztrália (AUS) (161)
- Ausztria (AUT) (32)
- Azerbajdzsán (AZE) (21)
- Bahrein (BRN) (2)
- Barbados (BAR) (1)
- Fehéroroszország (BLR) (30)
- Belgium (BEL) (42)
- Benin (BEN) (1)
- Bermuda (BER) (1)
- Bosznia-Hercegovina (BIH) (13)
- Brazília (BRA) (189)
- Brunei (BRU) (1)
- Bulgária (BUL) (8)
- Burkina Faso (BUR) (2)
- Burundi (BDI) (1)
- Kambodzsa (CAM) (1)
- Kamerun (CMR) (1)
- Kanada (CAN) (149)
- Zöld-foki Köztársaság (CPV) (1)
- Közép-afrikai Köztársaság (CAF) (1)
- Chile (CHI) (7)
- Kína (CHN) (282)
- Kolumbia (COL) (39)
- Comore-szigetek (COM) (1)
- Costa Rica (CRC) (2)
- Elefántcsontpart (CIV) (4)
- Horvátország (CRO) (25)
- Kuba (CUB) (23)
- Ciprus (CYP) (3)
- Csehország (CZE) (46)
- Dánia (DEN) (28)
- Kongói Demokratikus Köztársaság (COD) (2)
- Dzsibuti (DJI) (1)
- Dominikai Köztársaság (DOM) (2)
- Ecuador (ECU) (2)
- Egyiptom (EGY) (40)
- Salvador (ESA) (1)
- Észtország (EST) (3)
- Etiópia (ETH) (4)
- Feröer (FRO) (1)[3]
- Fidzsi-szigetek (FIJ) (1)[4]
- Finnország (FIN) (35)
- Franciaország (FRA) (156)
- Gabon (GAB) (1)
- Gambia (GAM) (2)
- Grúzia (GEO) (2)
- Németország (GER) (145)
- Ghána (GHA) (4)
- Nagy-Britannia (GBR) (288)
- Görögország (GRE) (61)
- Guatemala (GUA) (1)
- Bissau-Guinea (GBS) (2)
- Haiti (HAI) (2)
- Honduras (HON) (1)
- Hongkong (HKG) (28)
- Magyarország (HUN) (33)
- Izland (ISL) (4)
- India (IND) (10)
- Indonézia (INA) (4)
- Irán (IRI) (79)
- Irak (IRQ) (19)
- Írország (IRL) (49)
- Izrael (ISR) (25)
- Olaszország (ITA) (99)
- Jamaica (JAM) (3)
- Japán (JPN) (116)
- Jordánia (JOR) (9)[5]
- Kazahsztán (KAZ) (7)
- Kenya (KEN) (13)
- Észak-Korea (PRK) (1)[6]
- Dél-Korea (KOR) (88)
- Kuvait (KUW) (6)
- Kirgizisztán (KGZ) (1)
- Laosz (LAO) (1)
- Lettország (LAT) (8)[7]
- Libanon (LIB) (1)[8]
- Lesotho (LES) (1)
- Libéria (LBR) (1)
- Líbia (LBA) (2)
- Litvánia (LTU) (11)[9]
- Makaó (MAC) (2)
- Macedónia (MKD) (2)
- Madagaszkár (MAD) (1)
- Malajzia (MAS) (22)
- Mali (MLI) (1)
- Málta (MLT) (1)
- Mauritánia (MTN) (2)
- Mauritius (MRI) (2)
- Mexikó (MEX) (81)
- Moldova (MDA) (2)
- Mongólia (MGL) (6)
- Montenegró (MNE) (1)
- Marokkó (MAR) (30)
- Mozambik (MOZ) (2)
- Mianmar (MYA) (2)
- Namíbia (NAM) (5)
- Nepál (NEP) (2)
- Hollandia (NED) (91)
- Új-Zéland (NZL) (24)
- Nicaragua (NCA) (2)
- Niger (NIG) (2)
- Nigéria (NGR) (29)
- Norvégia (NOR) (22)
- Omán (OMA) (2)
- Pakisztán (PAK) (2)
- Palesztina (PLE) (2)
- Panama (PAN) (2)
- Pápua Új-Guinea (PNG) (2)
- Peru (PER) (1)
- Fülöp-szigetek (PHI) (9)
- Lengyelország (POL) (100)
- Portugália (POR) (30)
- Puerto Rico (PUR) (2)
- Katar (QAT) (1)
- Románia (ROU) (5)
- Oroszország (RUS) (183)
- Ruanda (RWA) (14)
- Szamoa (SAM) (2)
- San Marino (SMR) (1)
- Szaúd-Arábia (KSA) (4)
- Szenegál (SEN) (1)
- Szerbia (SRB) (13)
- Sierra Leone (SLE) (1)
- Szingapúr (SIN) (8)
- Szlovákia (SVK) (33)
- Szlovénia (SLO) (22)
- Salamon-szigetek (SOL) (1)
- Dél-afrikai Köztársaság (RSA) (62)[10]
- Spanyolország (ESP) (142)[11]
- Srí Lanka (SRI) (7)
- Suriname (SUR) (1)
- Svédország (SWE) (59)
- Svájc (SUI) (25)
- Szíria (SYR) (5)
- Tajvan (TPE) (18)
- Tádzsikisztán (TJK) (1)
- Tanzánia (TAN) (1)
- Thaiföld (THA) (50)
- Kelet-Timor (TLS) (1)
- Tonga (TGA) (1)
- Trinidad és Tobago (TRI) (2)
- Tunézia (TUN) (31)
- Törökország (TUR) (69)
- Türkmenisztán (TKM) (5)
- Uganda (UGA) (2)
- Ukrajna (UKR) (150)
- Egyesült Arab Emírségek (UAE) (15)
- Egyesült Államok (USA) (216)
- Uruguay (URU) (1)
- Üzbegisztán (UZB) (10)
- Vanuatu (VAN) (1)
- Venezuela (VEN) (27)
- Vietnám (VIE) (11)
- Amerikai Virgin-szigetek (ISV) (1)
- Zambia (ZAM) (2)
- Zimbabwe (ZIM) (2)

## Magyarország szereplése, eredményei
| Érem  | Versenyző                                       | Sportág       | Versenyszám                                    | Dátum         |
| ----- | ----------------------------------------------- | ------------- | ---------------------------------------------- | ------------- |
| Arany | Sors Tamás                                      | Úszás         | Férfi 100 méter pillangó (S9-es kategória)     | augusztus 30. |
| Arany | Pálos Péter                                     | Asztalitenisz | Férfi egyéni (11-es kategória)                 | szeptember 3. |
| Ezüst | Sors Tamás                                      | Úszás         | Férfi 400 méter gyors (S9-es kategória)        | szeptember 4. |
| Ezüst | Dani Gyöngyi                                    | Vívás         | Női tőrvívás egyéni (B kategória)              | szeptember 4. |
| Ezüst | Krajnyák Zsuzsa                                 | Vívás         | Női párbajtőr (A kategória)                    | szeptember 5. |
| Ezüst | Tóth Tamás                                      | Úszás         | Férfi 50 méteres gyorsúszás (S9-es kategória)  | szeptember 5. |
| Ezüst | Dani Gyöngyi , Juhász Veronika, Krajnyák Zsuzsa | Vívás         | Női párbajtőrcsapat                            | szeptember 7. |
| Ezüst | Tóth Tamás                                      | Úszás         | Férfi 100 méteres gyorsúszás (S9-es kategória) | szeptember 7. |
| Bronz | Szabó Nikolett                                  | Cselgáncs     | Női 70 kg-os                                   | szeptember 1. |
| Bronz | Osváth Richárd                                  | Vívás         | Férfi párbajtőr (A kategória)                  | szeptember 4. |
| Bronz | Krajnyák Zsuzsa                                 | Vívás         | Női tőrvívás egyéni (A kategória)              | szeptember 4. |
| Bronz | Biacsi Ilona                                    | Atlétika      | Női 1500 méteres síkfutás (T20-as kategória)   | szeptember 5. |
| Bronz | Vereczkei Zsolt                                 | Úszás         | Férfi 50 méter háton (S5-ös kategória)         | szeptember 6. |
| Bronz | Sors Tamás                                      | Úszás         | Férfi 100 méteres gyorsúszás (S9-es kategória) | szeptember 7. |

## További magyar eredmények
| Érem  | Versenyző           | Ország    | Sportág       | Versenyszám                            | Dátum         |
| ----- | ------------------- | --------- | ------------- | -------------------------------------- | ------------- |
| Arany | Novák Károly Eduárd | Románia   | Kerékpározás  | Férfi 4 kilométeres pályaverseny       | szeptember 1. |
| Ezüst | Csejtey Richárd     | Szlovákia | Asztalitenisz | Férfi egyéni (8-as kategória)          | szeptember 3. |
| Ezüst | Novák Károly Eduárd | Románia   | Kerékpározás  | Férfi 24 kilométeres országúti verseny | szeptember 5. |

## Éremtáblázat
(A táblázatban Magyarország és a rendező nemzet csapata eltérő háttérszínnel kiemelve.)

| A 2012. évi nyári paralimpiai játékok éremtáblázatának első tíz helyezettje | A 2012. évi nyári paralimpiai játékok éremtáblázatának első tíz helyezettje | A 2012. évi nyári paralimpiai játékok éremtáblázatának első tíz helyezettje | A 2012. évi nyári paralimpiai játékok éremtáblázatának első tíz helyezettje | A 2012. évi nyári paralimpiai játékok éremtáblázatának első tíz helyezettje | Olimpia  |
| --------------------------------------------------------------------------- | --------------------------------------------------------------------------- | --------------------------------------------------------------------------- | --------------------------------------------------------------------------- | --------------------------------------------------------------------------- | -------- |
|                                                                             | Ország                                                                      | Arany                                                                       | Ezüst                                                                       | Bronz                                                                       | Összesen |
| 1.                                                                          | Kína (CHN)                                                                  | 95                                                                          | 71                                                                          | 65                                                                          | 231      |
| 2.                                                                          | Oroszország (RUS)                                                           | 36                                                                          | 38                                                                          | 28                                                                          | 102      |
| 3.                                                                          | Nagy-Britannia (GBR)                                                        | 34                                                                          | 43                                                                          | 43                                                                          | 120      |
| 4.                                                                          | Ukrajna (UKR)                                                               | 32                                                                          | 24                                                                          | 28                                                                          | 84       |
| 5.                                                                          | Ausztrália (AUS)                                                            | 32                                                                          | 23                                                                          | 30                                                                          | 85       |
| 6.                                                                          | Egyesült Államok (USA)                                                      | 31                                                                          | 29                                                                          | 38                                                                          | 98       |
| 7.                                                                          | Brazília (BRA)                                                              | 21                                                                          | 14                                                                          | 8                                                                           | 43       |
| 8.                                                                          | Németország (GER)                                                           | 18                                                                          | 26                                                                          | 22                                                                          | 66       |
| 9.                                                                          | Lengyelország (POL)                                                         | 14                                                                          | 13                                                                          | 9                                                                           | 36       |
| 10.                                                                         | Hollandia (NED)                                                             | 10                                                                          | 10                                                                          | 19                                                                          | 39       |
| …                                                                           |                                                                             |                                                                             |                                                                             |                                                                             |          |
| 38.                                                                         | Magyarország (HUN)                                                          | 2                                                                           | 6                                                                           | 6                                                                           | 14       |

## Közvetítések

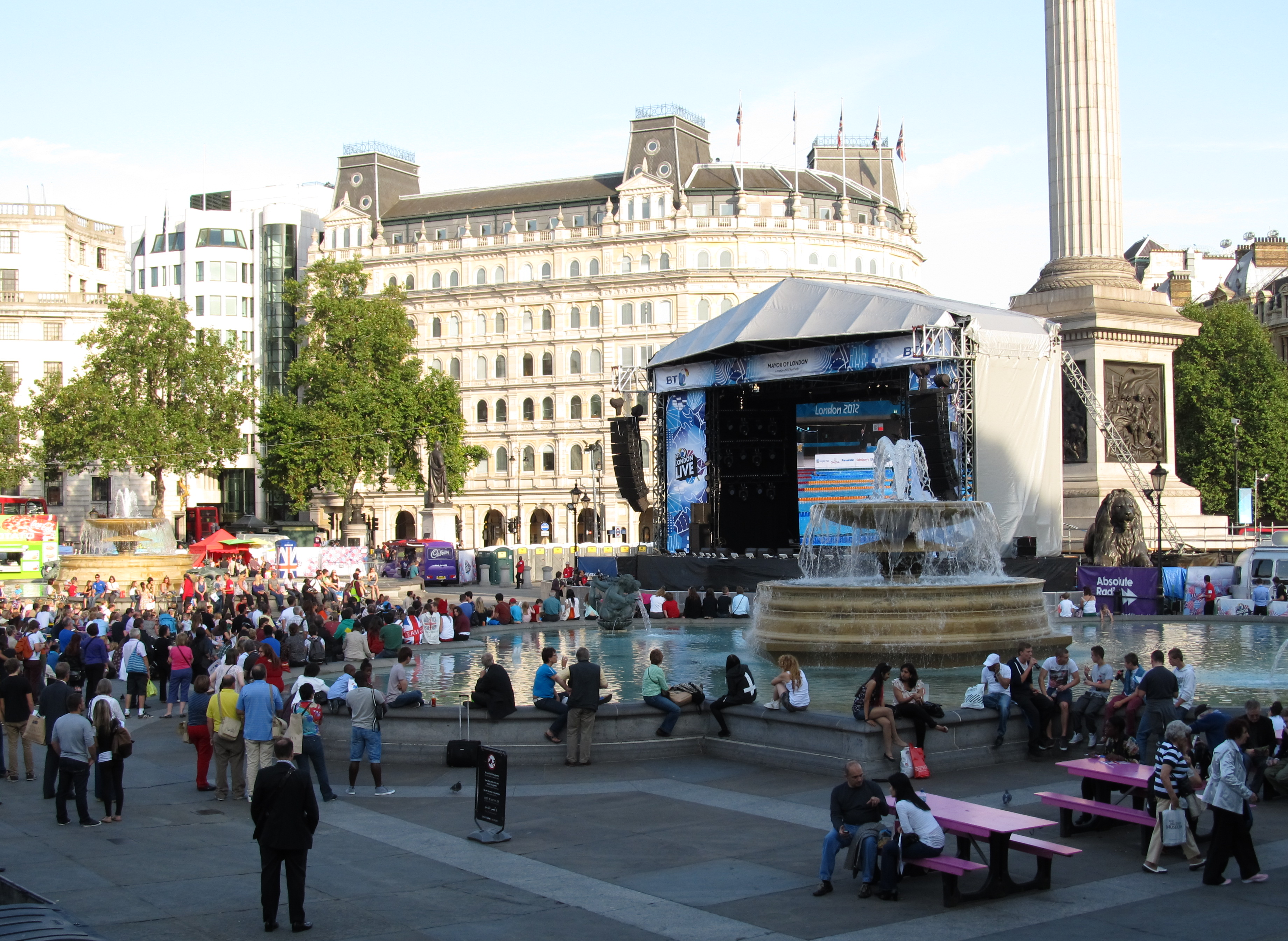
A játékok élő közvetítése a Trafalgar Square-en.

Az olimpiai játékokhoz hasonlóan Magyarországon az MTVA rendelkezett a közvetítési jogokkal. Az olimpiához képest a paralimpia jóval kevesebb műsoridőt kapott, minden este az M2-n 50 percben összefoglalták a magyar sportolók szereplését. Másnap délelőtt vagy kora délután az M1-en megismételték, kiegészítve némi nemzetközi kitekintéssel. Londonban ötfős stáb dolgozott: Balogh Ernő és Szőke Viktória riporterek, Czák Norbert és Vidovics György operatőrök, valamint Kércsi Gábor, a nemzetközi ügyek koordinátora. Az összefoglalók műsorvezetője a budapesti stúdióban Mohay Bence volt, az úszóversenyeket pedig Deák Horváth Péter kommentálta. A Kossuth Rádió szokásos napi sportadásaiban számolt be a fejleményekről, a riporter P. Fülöp Gábor volt.